# San Jerónimo Norte
San Jerónimo Norte is een plaats in het Argentijnse bestuurlijke gebied Las Colonias in de provincie Santa Fe. De plaats telt 6.036 inwoners. De belangrijkste economische activiteiten draaien om veeteelt (zuivel, melkproductie) en landbouw (sojabonen en tarwe). Met minder dan 7.000 inwoners volgens de laatste volkstelling (2010), komt San Jerónimo Norte naar voren als een van de belangrijkste landbouwkolonies in de provincie Santa Fe. De Zwitserse tradities die tot op de dag van vandaag bewaard zijn gebleven, zijn het onderscheidende kenmerk van de locatie. San Jerónimo Norte ontpopt zich als een van de belangrijkste landbouwkolonies in de provincie Santa Fe. De stad is sinds 2015 verbonden met de Zwitserse stad Brig-Glis. Het werd uitgeroepen tot stad in november 2018.

## Economie
De economische activiteit is fundamenteel gebaseerd op landbouw, met de nadruk op de teelt van sojabonen, tarwe, en op vee, geheel gewijd aan de productie zuivel.

## Bevolking
Het heeft 6466 inwoners in 2010, wat een stijging vertegenwoordigt van 7,12% in vergelijking met de 6036 inwoners van de vorige volkstelling in 2001.
Huidige geschatte bevolking (jaar 2021): 10.000 inwoners

## Patroonheilige
- Ons. Vrouwe van de Assumptie, feestdag: 15 augustus.

## Oprichters
De eerste kolonisten waren immigranten Zwitsers die uit de stad Visperterminen in het Kanton Wallis emigreerden en die door Ricardo Foster en Lorenzo Bodenmann waren meegebracht, en in 1858 via de rivier in Santa Fe aankwamen. . Toen bleven Zwitsers uit hetzelfde kanton arriveren en later kwamen er enkele Duitsers, Fransen en Italianen bij.

## Oprichting van de Commune
- 12 juli van 1875

## museum
- Museum Historisch van San Jerónimo Norte Lorenzo Bodenmann, verantwoordelijk voor de plaatselijke gemeente.

## Feesten en Evenementen
- Collectieve Partij 7 maart
- Zwitsers nationaal folklorefestival: 6, 7 en 8 juni
- Provinciaal Melkfestival: Expo San Jerónimo, 1e helft van december
- Fundamenteel jubileum en patronaal festival 15 augustus
- Esc. Ricardo Foster School Simulation Competition 2e helft van mei .ar/ (momenteel is de school niet langer de locatie voor de wedstrijd).
- Movida Cultural: educatief project, gerund door Colegio San José.
- Departementale Boekenbeurs: educatief project verantwoordelijk voor school 323.

## Sportentiteiten
- ASOC. ATLETISCHE DEP. ITALIAANS
- CLUB ATLÉTICO LIBERTAD (thuisbasis van het internationale voetbaltoernooi "El Valesanito")
- FIETSCLUB C. CORTONI F.M.
- ARGENTIJNSE FEDERALE SCHIETENCLUB
- SANTAFESINA SCHIETENFEDERATIE
- CLUB ATLETICO UNIÓN DEPORTIVA (bar en sociëteit)

## Weekblad
- DE WEEK Moreno en Güemes. (momenteel niet bewerkt)
- "Shopping Guide" (lokaal zakenblad)
- "Vendamos Hoy" (lokaal zakenblad)

## Radio en Televisie
- KLEUREN VIDEOKABEL (Kanaal 2)
- FM 93,7 MHz - "De radio van San Jeronimo".
- FM 97,9 MHz - "FM Genesis".

## 150 jaar
Op August 15 van 2008 vierde San Jerónimo Norte haar 150e levensjaar. Voor deze belangrijke viering werden onder meer hervormingen van de gemeenschap van goederen en het Libertadplein voorbereid. Er waren ook groepen uit Zwitserland en de omgeving aanwezig. De festiviteiten duurden enkele weken en er werden verschillende activiteiten georganiseerd ter nagedachtenis aan de stichters van de stad.

## Parochies van de katholieke kerk in San Jerónimo Norte
| Aartsbisdom | Santa Fe de la Vera Cruz          |
| ----------- | --------------------------------- |
| Parish      | Onze Lieve Vrouw van de Assumptie |